# International Inline-Skaterhockey Federation
International Inline-Skaterhockey Federation, IISHF, är ett idrottsförbund av nationella idrottsförbund för skaterhockey som grundades året 1998 av förbunden från England och Tyskland. IISHF arrangerar tävlingar i skaterhockey för herrar, damer och ungdomar på internationell nivå, bland annat anordnas europamästerskap och europacup. Huvudkontoret ligger i La Heutte i kantonen Bern i Schweiz och har tolv medlemsländer. Ordförande är Erik Sommer från Danmark.

## Medlemsländer
| Land           | Förbund                                           | Medlem sen | Hemsida                                                           |
| -------------- | ------------------------------------------------- | ---------- | ----------------------------------------------------------------- |
| Danmark        | Danmarks Rulleskøjte Union (DRsU)                 | 1992       | https://web.archive.org/web/20111224195758/http://www.dkrul.dk/   |
| Israel         | Israeli Inline Skater Hockey Federation (ISRISHF) | 2007       | http://www.rollerhockey.org.il/                                   |
| Kanada         | Canada Inline Skater Hockey Association (CISHA)   | 2011       |                                                                   |
| Kroatien       | Hvratski Savez Skater Hokeja (HSSH)               | 2016       |                                                                   |
| Nederländerna  | Inline Skaterhockey Netherlands (ISHN)            | 1992       | http://www.ishn.nl/                                               |
| Österrike      | Inline-Skaterhockey Austria (ISHA)                | 2006       | http://www.isha.at/                                               |
| Pakistan       | Pakistan Inline Skaterhockey Federation (PISHF)   | 2011       |                                                                   |
| Polen          | Polish Federation of Roller Skating (PZSW)        | 2001       |                                                                   |
| Ryssland       | Russia Skaterhockey                               | 2007       | https://web.archive.org/web/20150518113707/http://www.m-verim.ru/ |
| Schweiz        | Schweizerischer Inline Hockey Verband (SIHV)      | 1992       | http://www.inline-hockey.ch/site/de/                              |
| Spanien        | Asociación de Clubes Skater Hockey (ACSH)         | 2014       | http://lshn.es/                                                   |
| Storbritannien | British Inline Skater Hockey Association (BISHA)  | 1992       | http://www.bishahockey.co.uk/                                     |
| Tyskland       | Inline-Skaterhockey Deutschland (ISHD)            | 1992       | http://www.ishd.de/                                               |